# Pierre Lejoyeux
Pour les articles homonymes, voir Lejoyeux.
Pierre Lejoyeux, né le 21 septembre 1961 à Villers-Semeuse et mort le 2 novembre 2018 à Paris, est un auteur français de livres-jeux et de jeu de rôle.

## Biographie
Pierre Lejoyeux exerce pendant un temps le métier de pharmacien. Cependant, ce sont ses activités ludiques qui le font connaître, en l'amenant à élaborer de nombreuses créations. Au milieu des années 1980, Pierre Lejoyeux fait partie de la rédaction de Casus Belli, magazine de jeux de rôle et de jeux de simulation, au temps de sa première vie aux éditions Excelsior. Il intègre la revue à partir du numéro 25. Il y rédige des articles, dont des scénarios pour plusieurs jeux de rôle comme Paranoïa, SimulacreS et L'Appel de Cthulhu. En parallèle, il rédige, souvent en collaboration avec son frère François Lejoyeux, plusieurs livres-jeux et suppléments de jeux de rôle. Trois livres-jeux écrits à quatre mains paraissent ainsi dans la collection Histoires à jouer dans la seconde moitié des années 1980. Tous deux co-écrivent également On ne vit que six fois, un supplément pour le jeu de rôle de science-fiction humoristique Paranoïa. En 1987, ils co-traduisent Les Dieux de Glorantha, supplément pour le jeu de rôle de fantasy Glorantha de Greg Stafford. 
Dans le cadre de sa participation à Casus Belli, Pierre Lejoyeux participe également à la gamme du jeu de rôle générique SimulacreS de Pierre Rosenthal (1968) que la revue a rééditée : il rédige le supplément Ceux des profondeurs qui paraît en 1990 et permet de jouer dans une ambiance à la H.P. Lovecraft. En 1993, il prend part à la troisième édition du jeu Mega, d'abord publié sous forme de hors-série par Casus Belli, au moment de sa réédition reliée sous couverture rigide : il prend part à la rédaction de la Campagne d'Ygol, ensemble de scénarios ajoutés au contenu initial du jeu. Par la suite, il participe également à la publication d'un autre jeu générique dans la revue : BaSIC, une version simplifiée du Basic Roleplaying System, en 1997. Deux ans après, il écrit plusieurs articles pour le Manuel pratique du jeu de rôle, hors-série destiné à rassembler des conseils pour les rôlistes, joueurs ou meneurs de jeu.
Pierre Lejoyeux est joueur pendant plus d'une dizaine d'années à la table de Denis Gerfaud, auteur du jeu de rôle de fantasy onirique Rêve de dragon. Au milieu des années 1990, il s'implique beaucoup dans la gamme de Rêve de dragon. Il réalise la maquette de la deuxième édition qui paraît chez Multisim en 1993. De plus, au cours de ses parties, il a créé le personnage de Nitouche, que Denis Gerfaud reprend et met en scène pour tous les exemples clarifiant les règles au fil du jeu,. En 1995, Pierre Lejoyeux participe en outre au supplément Du voyage et des voyageurs ainsi qu'à une campagne non officielle intitulé Le Dernier Matin du monde.
Par la suite, il délaisse le jeu de rôle pendant quelques années pour se consacrer à d'autres passions, souvent liées à l'écriture.
Le dernier travail rôlistique important de Pierre Lejoyeux concerne à nouveau Rêve de dragon : au sein de l'éditeur associatif Le Scriptarium, il est l'un des principaux acteurs de la troisième édition du jeu qui, quinze ans après la précédente, réédite les règles ainsi qu'une compilation des scénarios écrits pour le jeu. Comme pour l'édition précédente, Pierre Lejoyeux se charge du maquettage.

## Ouvrages

### Auteur de livres-jeux
- Pierre Lejoyeux, « L'Aura de Laura », Casus Belli, no 31,‎ 1er trimestre 1986
- Pierre Lejoyeux et François Lejoyeux, La Malédiction de Shimbali, Presses pocket, coll. « Histoires à jouer », 1986 (ISBN 978-2-266-01862-3)[7],[8]
- Pierre Lejoyeux et François Lejoyeux, Le Dragon de Limehouse, Presses pocket, coll. « Histoires à jouer », 1987 (ISBN 978-2-266-02051-0)[7],[8]
- Pierre Lejoyeux et François Lejoyeux (ill. Rémi Lasfargeas), Le Mystère de Stonehenge, Librairie générale française, coll. « Histoires à jouer », 1988 (ISBN 978-2-253-04635-6)[7],[8]
- Pierre Lejoyeux, « Roméo et Juliette doivent s'aimer en enfer (aventure dont vous êtes le héros) », Casus Belli, no HS15,‎ juin 1995[8]
- Coupez !, éditions Posidonia.
- Quelle galère !, éditions Posidonia.

### Auteur de jeux de rôle
- « Des ombres sur la lande », scénario dans Mega II, Jeux et stratégie hors-série n°2, 1995, p. 114-130.
- Pierre Lejoyeux et François Lejoyeux, On ne vit que six fois, Descartes, coll. « Paranoïa », 1987, 56 p.[9]
- Pierre Lejoyeux, Ceux des profondeurs, Descartes, coll. « SimulacreS », 1990[9]
- Pierre Lejoyeux, « Quatre », Casus Belli, no HS12,‎ juillet 1994[8]
- Antoine Chéret, Étienne de la Sayette, Denis Gerfaud, Pierre Lejoyeux et Frédéric Weil, Du Voyage et des voyageurs, Multisim, coll. « Rêve de dragon », 1995, 160 p. (ISBN 2-909934-19-5)[9]
- Jean Balczesak, Oliviers Bos, Fabrice Colin, Didier Guiserix, Pierre Lejoyeux, Tristan Lhomme, Paul Martin et Pierre Rosenthal, BaSIC, coll. « Casus Belli » (no HS19), juin 1997[9]
- Manuel pratique du jeu de rôle[9]
  - Pierre Lejoyeux, « Les limites du rôle », Casus Belli, no HS25 « Manuel pratique du jeu de rôle »,‎ mai 1999, p. 20-21
  - Pierre Lejoyeux, « Gérer la mort des personnages », Casus Belli, no HS25 « Manuel pratique du jeu de rôle »,‎ mai 1999, p. 48-49
  - Pierre Lejoyeux, « Gérer les conflits entre personnages », Casus Belli, no HS25 « Manuel pratique du jeu de rôle »,‎ mai 1999, p. 50-52
  - Pierre Lejoyeux, « Jouer en campagne », Casus Belli, no HS25 « Manuel pratique du jeu de rôle »,‎ mai 1999, p. 59-63
- Géraud Myvyrrian G. et al., Les Pièges de Grimtooth 3.0, Narrativiste Éditions, 2014, 192 p. (ISBN 979-10-90692-09-1)[9]

### Traducteur
- Les Dieux de Glorantha [« Gods of Glorantha »]  (trad. Frédéric Blayo, Jordi Garcia, Fabrice Lamidey, François Lejoyeux, Pierre Lejoyeux, Catherine Mathis), Oriflam, coll. « RuneQuest », 1987, 190 p. (ISBN 2-906897-06-X)[9]

### Maquettiste
- Rêve de dragon 2e édition, Multisim (1993), Scriptarium (2018)